# Cantón de Coucy-le-Château-Auffrique
El cantón de Coucy-le-Château-Auffrique era una división administrativa francesa, situada en el departamento de Aisne y la región Picardía.

## Composición
El cantón incluía veintinueve comunas:
- Audignicourt
- Barisis-aux-Bois
- Besmé
- Bichancourt
- Blérancourt
- Bourguignon-sous-Coucy
- Camelin
- Champs
- Coucy-la-Ville
- Coucy-le-Château-Auffrique
- Crécy-au-Mont
- Folembray
- Fresnes
- Guny
- Jumencourt
- Landricourt
- Leuilly-sous-Coucy
- Manicamp
- Pierremande
- Pont-Saint-Mard
- Quierzy
- Quincy-Basse
- Saint-Aubin
- Saint-Paul-aux-Bois
- Selens
- Septvaux
- Trosly-Loire
- Vassens
- Verneuil-sous-Coucy

## Supresión del cantón de Coucy-le-Château-Auffrique
En aplicación del Decreto n.º 2014-202, de 21 de febrero de 2014, el cantón de Coucy-le-Château-Auffrique fue suprimido el 22 de marzo de 2015 y sus 29 comunas pasaron a formar parte; veintiocho del nuevo cantón de Vic-sur-Aisne y uno del nuevo cantón de Chauny.